# كارلوس بينتو كويلو
كارلوس بينتو كويلو (بالبرتغالية: Carlos Pinto Coelho‏) هو كاتب وصحفي برتغالي، ولد في 18 أبريل 1944 في لشبونة في البرتغال، وتوفي بنفس المكان في 15 ديسمبر 2010.

## وصلات خارجية
- الموقع الرسمي
- كارلوس بينتو كويلو على موقع IMDb (الإنجليزية)
- كارلوس بينتو كويلو على موقع قاعدة بيانات الفيلم (الإنجليزية)